# Kara ben Nemsí

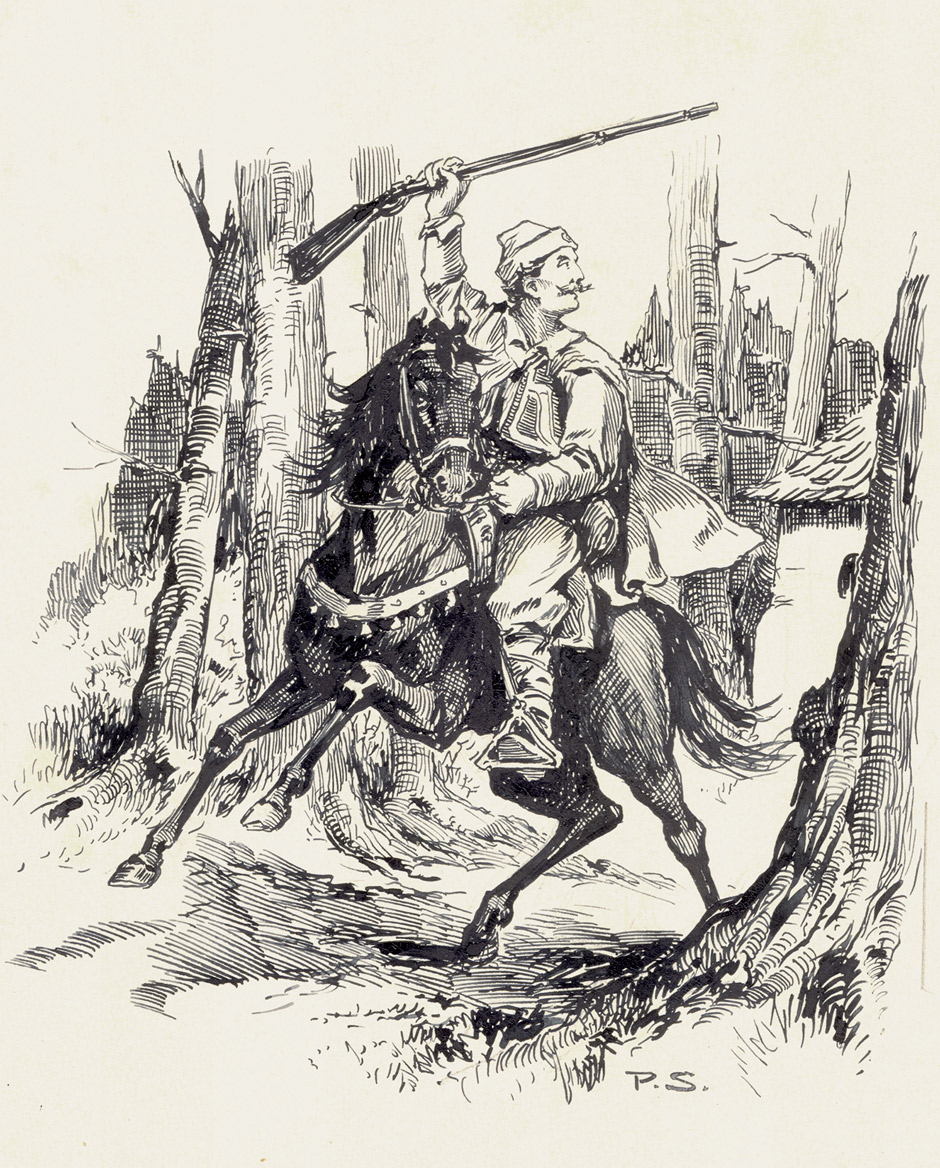
Kara Ben Nemsí

Kara ben Nemsí je literární postava z děl německého spisovatele Karla Maye, které se odehrávají v Orientu. Jde především o šestidílný cyklus Ve stínu padišáha (1892), o romány V zemi Mahdího (tři díly, 1895–1896) a Na věčnosti (1899), o čtyřdílný cyklus V Říši stříbrného lva (1898–1903) a o jeho dvoudílné pokračování Ardistan a Džinistan (1909).

## Charakteristika postavy
Hrdinovo jméno v arabštině znamená „Karel, syn Německa“, případně „Černý syn Německa“ (Slovo kara znamená turecky černý). Z toho je zřejmé, že se nejedná o nikoho jiného než o Karla Maye, který se s hrdinou ztotožnil stejně, jako se ztotožnil s Old Shatterhandem. Kara ben Nemsí a Old Shatterhand je jedna a tatáž literární postava. Dokazuje to i druhý díl románu Satan a Jidáš, 1896–1897), ve kterém apačský náčelník Vinnetou odjíždí se svým pokrevním bratrem Old Shatterhandem do Afriky. Jinak Karu ben Nemsího na jeho dobrodružných cestách po Orientu většinou doprovází jeho věrný přítel Hadží Halef Omar (celým jménem Hádží Halef Omar ben hádží Abú'l Abbás ibn hádží Dávúd al Gossarah). Ten také v jednom románu nazve Karu ben Nemsího jménem Hádží Kara ben Nemsí ibn hádží Kara ben Džermáni ibn hádží Kara ben Alemáni, což znamená třikrát totéž – „Černý syn Německa“.

## Filmy
V němých filmech Na troskách ráje (1920, Auf den Trümmern des Paradieses), Karavana smrti (1920, Die Todeskarawane) a Vyznavači ďábla (1920, Die Teufelsanbeter) hrál postavu Kara ben Nemsího německý herec Carl de Vogt, ve filmu Pouští z roku 1936 německý herec Fred Raupach, ve filmu Karavana otroků (1958) německý herec Viktor Staal a ve filmu Babylonský lev (1959) německý herec Helmuth Schneider.
Ve filmových zpracováních děl Karla Maye ze šedesátých let dvacátého století byla zachována shodná identita Kara ben Nemsího a Old Shatterhanda. Postavu Kara ben Nemsího ve filmech Žut (1964), Divokým Kurdistánem (1965) a V Říši stříbrného lva (1965) hrál představitel Old Shatterhanda americký herec Lex Barker.